# بو برجلاند (راكب الكنو)
بو برجلاند (بالسويدية: Bo Berglund)‏ هو راكب الكنو سويدي، ولد في 26 مارس 1948.

## وصلات خارجية
- بو برجلاند على موقع أوليمبيديا (الإنجليزية)
- بو برجلاند على موقع اللجنة الأولمبية السويدية (السويدية)